# Ken Anderson (direttore artistico)
Ken Anderson, all'anagrafe Kenneth Bliss Anderson (Seattle, 17 marzo 1909 – La Cañada Flintridge, 13 dicembre 1993), è stato un direttore artistico, sceneggiatore e disegnatore statunitense, noto per i suoi 44 anni di attività presso la Walt Disney Productions.

## Biografia
Anderson studiò architettura in Europa grazie ad una borsa di studio universitaria, prima alla scuola americana delle Belle Arti di Fontainebleau (aperta nel 1923) e poi all'American Academy in Rome. Tornò quindi all'Università di Washington per terminare gli studi, laureandosi con il Bachelor of Architecture. Fu particolarmente influenzato dal docente Lionel Pries. Con le sue abilità nel disegno e a causa della depressione, si trasferì a Los Angeles per lavorare nel campo dell'animazione. Ottenne inizialmente un lavoro alla MGM come disegnatore e lavorò alle scenografie di diversi film, tra cui Il velo dipinto e What Every Woman Knows.
Verso la fine del 1934 ottenne un posto presso la Disney. Lavorò allora come animatore in due cortometraggi della serie Sinfonie allegre, quindi entrò nel team di direzione artistica di Biancaneve e i sette nani (1937), progettando gli interni della casa dei nani con Albert Hurter e costruendo anche modelli in scala che servissero come ispirazione per gli animatori e gli artisti di layout nel definire gli angoli di visualizzazione.
Lavorò poi su diversi altri lungometraggi come direttore artistico o sceneggiatore, realizzando schizzi e layout della bottega di Geppetto per Pinocchio (1940) sui modelli di Gustaf Tenggren. Durante la produzione de I racconti dello zio Tom (1946) sviluppò con Wilfred Jackson gli storyboard in miniatura, realizzati dal vivo durante le sessioni di progettazione e poi utilizzati per il layout. Negli anni cinquanta usò la sua conoscenza dell'architettura all'interno della WED Enterprises e partecipò allo sviluppo di Disneyland, tra cui grandi porzioni di Fantasyland (ad esempio le attrazioni Storybook Land Canal, Peter Pan's Flight e Mr. Toad Wild Ride). Nel 1961, come direttore artistico de La carica dei cento e uno, decise di utilizzare il processo di xerografia sviluppato da Ub Iwerks. Il suo ultimo lavoro di un certo peso fu nel film in tecnica mista Elliott, il drago invisibile (1977), per il quale creò il personaggio del titolo, e fu consulente per la costruzione del parco Epcot che aprì nel 1982. Si ritirò definitivamente nel 1989 dopo aver lavorato ad alcune bozze per il soggetto di Piccolo Nemo - Avventure nel mondo dei sogni.
Nel 1991 Anderson ricevette il premio Disney Legends. Due anni dopo morì all'ospedale di Verdugo Hills a La Cañada Flintridge a causa di un ictus, all'età di 84 anni.

## Filmografia

### Artista del layout
- Ferdinando il toro (Ferdinand the Bull), regia di Dick Rickard – cortometraggio (1938)
- Saludos Amigos, regia di Bill Roberts, Jack Kinney, Hamilton Luske e Wilfred Jackson – mediometraggio (1942)
- Bongo e i tre avventurieri (Fun & Fancy Free), regia di Jack Kinney, Bill Roberts, Hamilton Luske e William Morgan (1947)
- Alice nel paese delle meraviglie (Alice in Wonderland), regia di Clyde Geronimi, Wilfred Jackson e Hamilton Luske (1951)
- Le avventure di Peter Pan (Peter Pan), regia di Clyde Geronimi, Wilfred Jackson, Hamilton Luske e Jack Kinney (1953)
- Lilli e il vagabondo (Lady and the Tramp), regia di Clyde Geronimi, Wilfred Jackson e Hamilton Luske (1955)

### Direttore artistico
- Biancaneve e i sette nani (Snow White and the Seven Dwarfs), regia di David Hand (1937)
- Ferdinando il toro (Ferdinand the Bull), regia di Dick Rickard – cortometraggio (1938)
- Pinocchio, regia di Ben Sharpsteen e Hamilton Luske (1940)
- Fantasia, regia di AA. VV. (1940)
- Il drago riluttante (The Reluctant Dragon), regia di AA. VV. (1941)
- I tre caballeros (The Three Caballeros), regia di AA. VV. (1944)
- I racconti dello zio Tom (Song of the South), regia di Harve Foster e Wilfred Jackson (1946)
- Il mio amico Beniamino (Ben and Me), regia di Hamilton Luske – cortometraggio (1953)
- La carica dei cento e uno (One Hundred and One Dalmatians), regia di Wolfgang Reitherman, Hamilton Luske e Clyde Geronimi (1961)
- La spada nella roccia (The Sword in the Stone), regia di Wolfgang Reitherman (1963)
- Elliott, il drago invisibile (Pete's Dragon), regia di Don Chaffey (1977)

### Sceneggiatore
- Lo scrigno delle sette perle (Melody Time), regia di Clyde Geronimi, Wilfred Jackson, Jack Kinney e Hamilton Luske (1948)
- Tanto caro al mio cuore (So Dear to My Heart), regia di Harold D. Schuster e Hamilton Luske (1948)
- Cenerentola (Cinderella), regia di Clyde Geronimi, Wilfred Jackson e Hamilton Luske (1950)
- Winny-Puh l'orsetto goloso (Winnie the Pooh and the Honey Tree), regia di Wolfgang Reitherman – cortometraggio (1966)
- Il libro della giungla (The Jungle Book), regia di Wolfgang Reitherman (1967)
- Gli Aristogatti (The AristoCats), regia di Wolfgang Reitherman (1970)
- Robin Hood, regia di Wolfgang Reitherman (1973)
- Le avventure di Winnie the Pooh (The Many Adventures of Winnie the Pooh), regia di Wolfgang Reitherman e John Lounsbery (1977)
- Le avventure di Bianca e Bernie (The Rescuers), regia di Wolfgang Reitherman, John Lounsbery e Art Stevens (1977)